# Törpe schnauzer

## Leírása
A közép schnauzer kicsinyített mása. Zömök kutya. Feje hosszú, szeme sötétbarna. Füle lelóg vagy ritkán csonkolják. Háta egyenes, ágyéka rövid, feszes, fara vízszintes, mellkasa mély, hasa kissé felhúzott. Végtagjai oszlopszerűek, párhuzamosak. Farkát általában rövidre kurtítják, függőlegesen viseli. Szőrzete kémény, drótszerű, szálkás, sűrű, felálló. Trimmelik. A fején bajuszt, szakállt és szemöldököt alakítanak ki. Színe fekete, fekete-ezüst, só-bors, fehér. Magassága 30–35 cm, testtömege 4–8 kg.
Várható élettartam: 10-14 év.

## Eredete
Német fajta. Kialakulásuknak körülményei homályosak, valószínűleg különböző kis terrierek és a majompincs vére csörgedezik ereiben. Eredetileg vadászatokra kitenyésztett fajta, erős vadász ösztönnel. Megfelelő képzéssel, nagyobb állatok elejtésére is alkalmas és segítő társ a vadászatban.

## Tulajdonságai
Élénk, értelmes, rámenős, de jóindulatú, játékos természetű. Fáradhatatlan, mozgékony, gyors és hűséges

## Alkalmazása
Valaha patkány- és egérfogásra használták, ma már csupán kedvencként tartják. Kiváló jelzőeb.

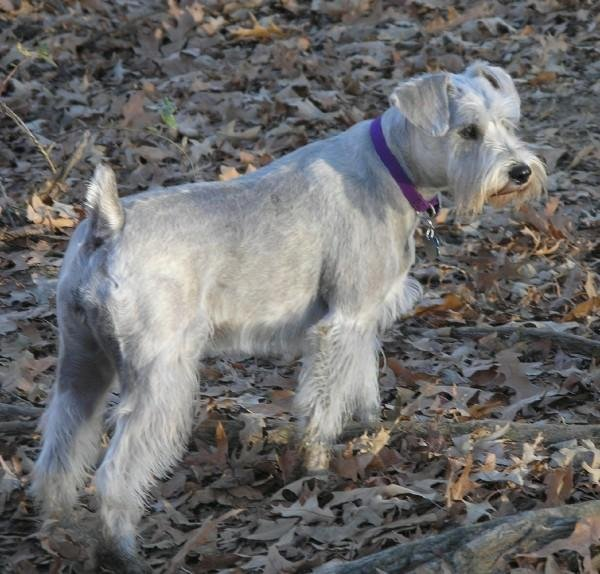
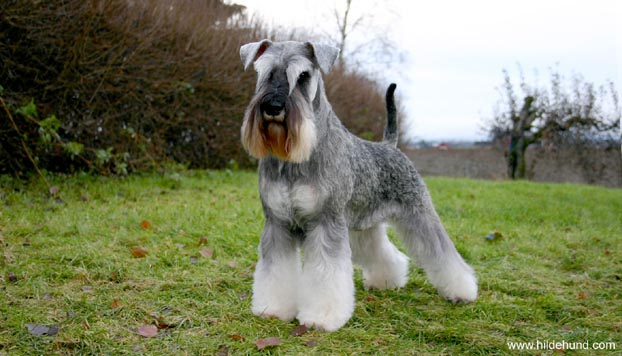
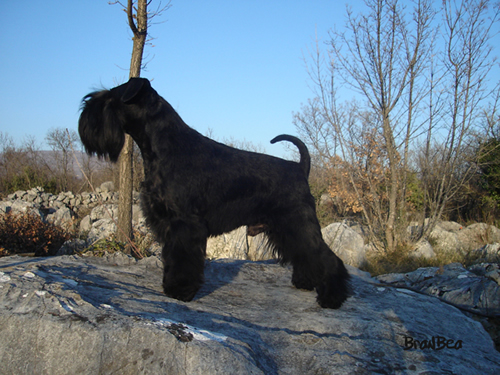
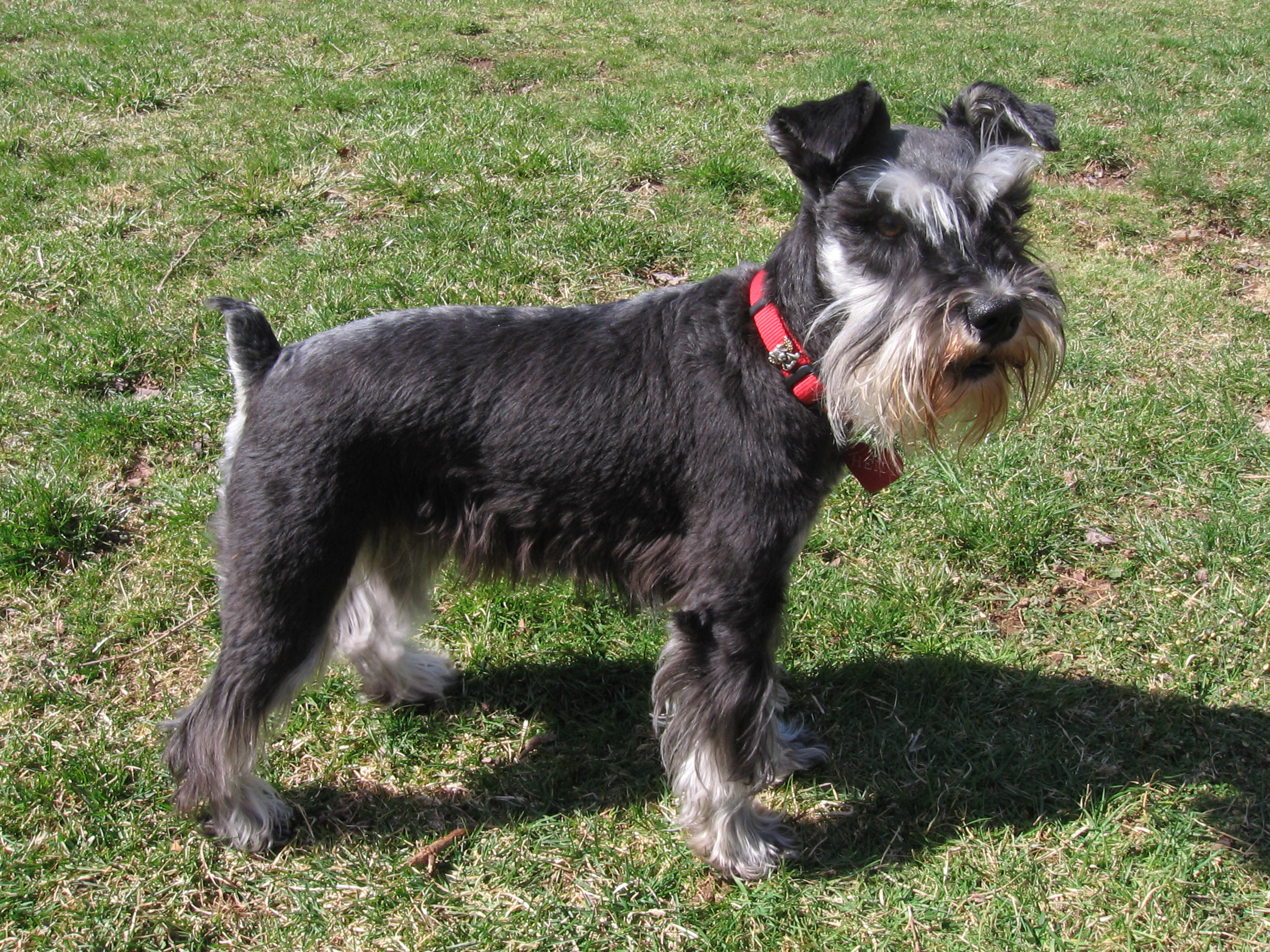
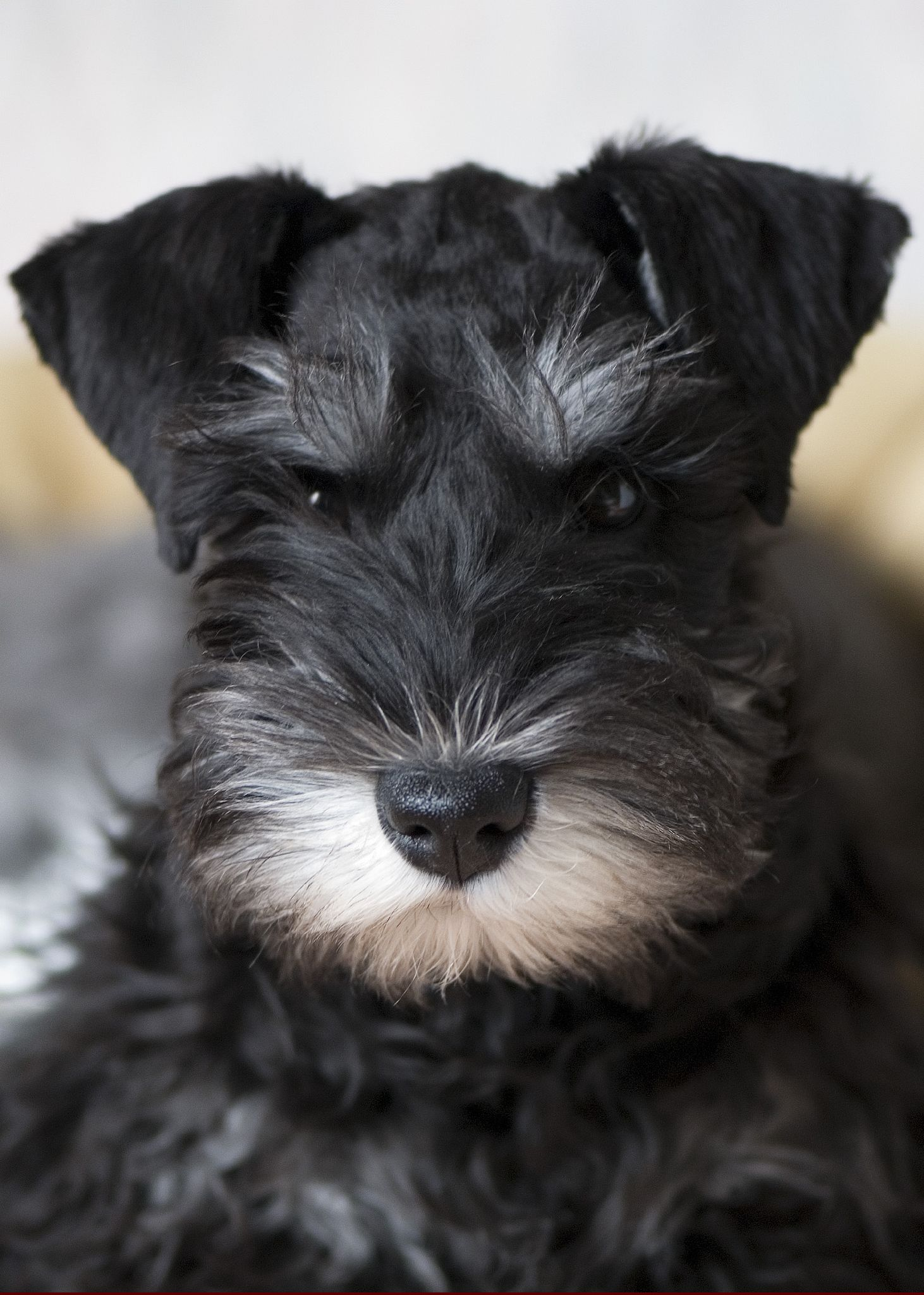
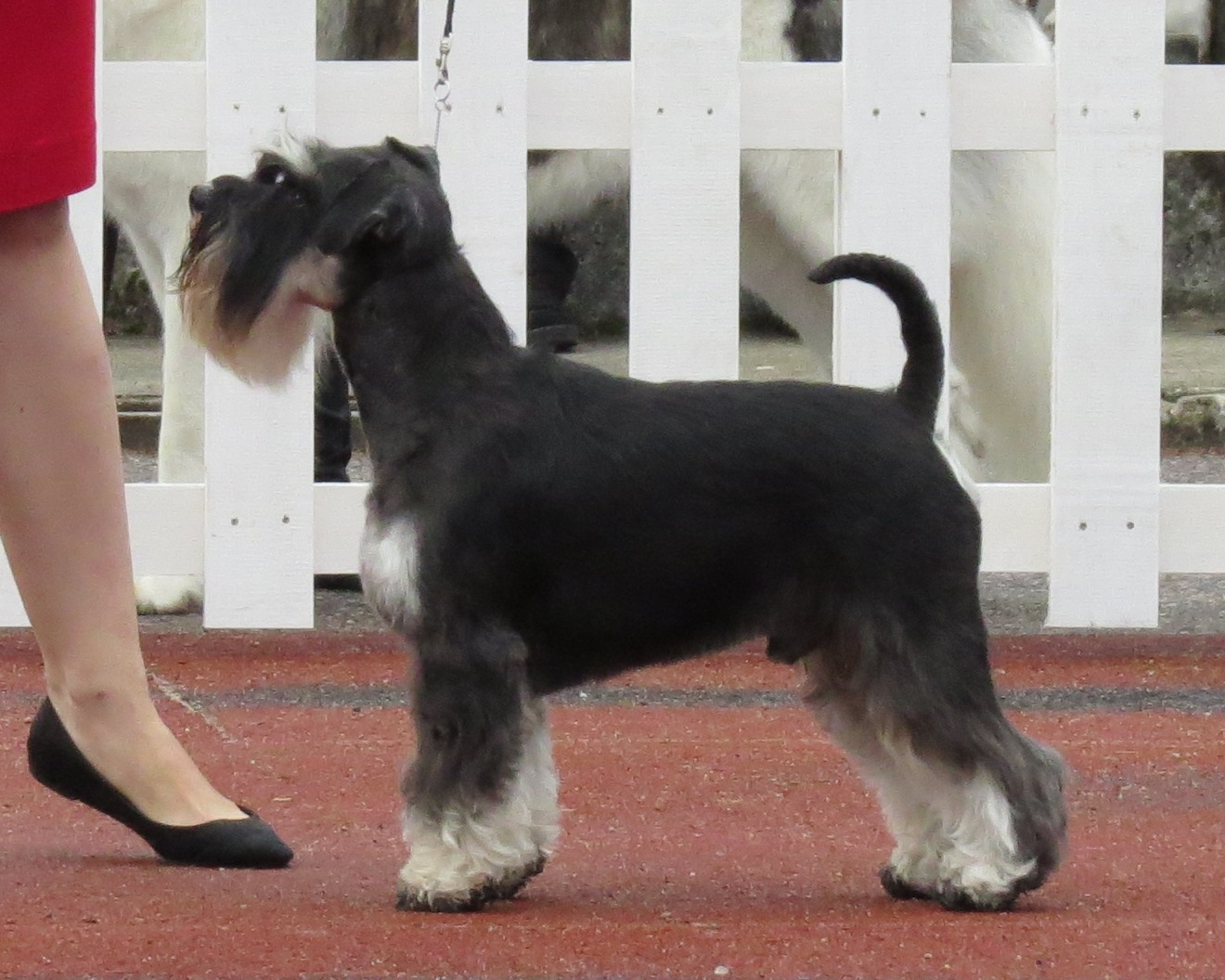
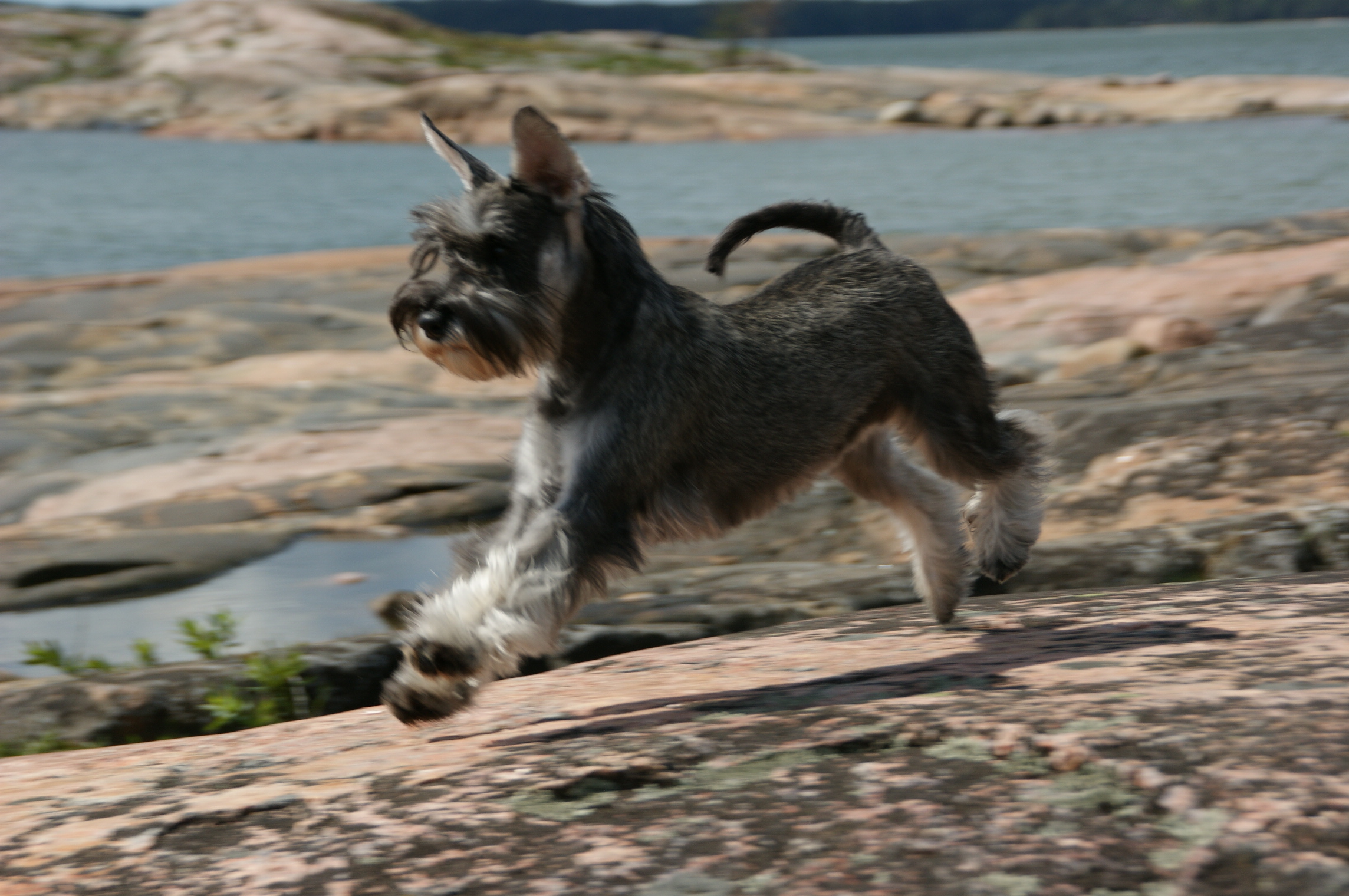

## Külső hivatkozások
- Törpe schnauzer a Kutya-Tár-ban
- Schnauzer.lap.hu - linkgyűjtemény
- Törpe schnauzer fajtabemutató